# Oz (журнал)

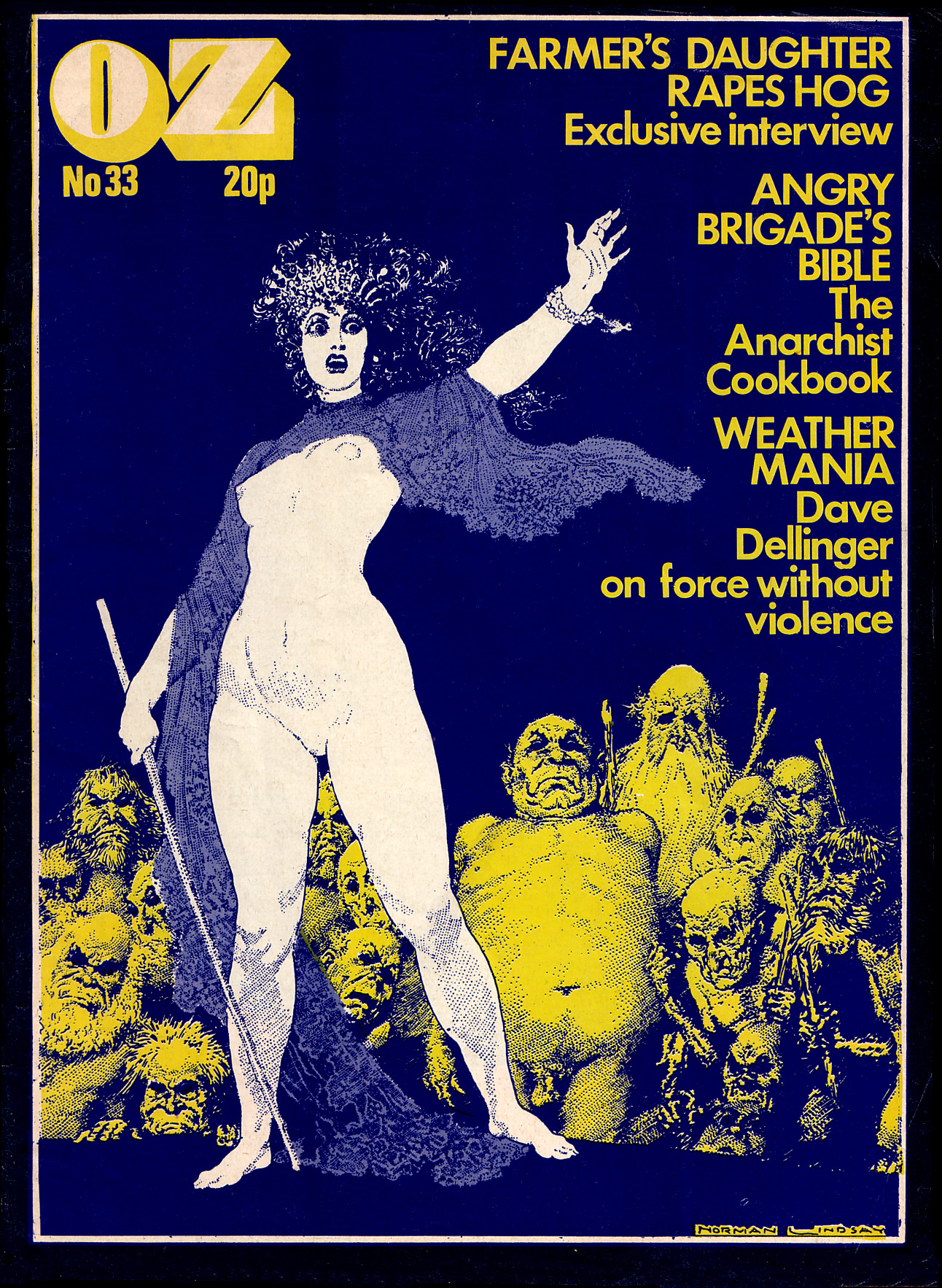
OZ London, No.33, февраль 1971 года. Автор изображения на обложке: Норман Линдсей

Oz — альтернативный/андерграундный независимый журнал, являющийся частью международного контркультурного движения 1960-х годов. Oz был создан в Сиднее в 1963 году, параллельная версия журнала также выходила в Лондоне с 1967 года. Австралийский журнал издавался до 1969 года, а британский — до 1973-го.
Главным редактором журнала в обеих странах на протяжении всего цикла существования был Ричард Невилл. Редакторами сиднейской версии были Ричард Уолш и Мартин Шарп, лондонской — Джим Андерсон, которого сменил Феликс Деннис, а затем Роджер Хатчинсон.
Как в Австралии, так и в Великобритании создатели журнала привлекались к штрафам по обвинению в непристойности. Обвинение 1963 года было рассмотрено в ускоренном порядке, после чего по совету адвоката трое редакторов признали себя виновными. В двух более поздних судебных процессах (один в Австралии в 1964 году, а другой в Британии в 1971-м), редакторы журнала были оправданы по апелляции после того, как первоначально были признаны виновными и приговорены к суровым срокам тюремного заключения.

## Австралийская версия

Скандальная обложка Oz Sydney, №6, февраль 1964 года

### Создание
В первоначальный состав австралийской редакционной группы входили студенты Ричард Невилл, Ричард Уолш и Мартин Шарп, а также Питер Гроуз, журналист-стажёр сиднейской газеты The Daily Mirror. Среди других сотрудников были искусствовед Роберт Хьюз и будущий писатель Боб Эллис. Невилл, Уолш и Шарп участвовали в создании студенческих журналов в учебных заведениях: Невилл редактировал студенческий журнал Tharunka Университета Нового Южного Уэльса, Уолш редактировал его аналог — Honi Soit — в Сиднейском университете, а Шарп вносил вклад в недолго просуществовавший студенческий журнал The Arty Wild Oat во время учёбы в Национальной художественной школе. Под влиянием радикальной комедии Ленни Брюса молодые люди решили основать «журнал инакомыслия».
16-страничный первый номер, опубликованный в 1963 году в День смеха, стал местной сенсацией: к обеду того же дня было продано 6 000 экземпляров. В нём пародировалась газета The Sydney Morning Herald (и даже был напечатан на собственных станках The Herald, что добавило ему авторитетности), а на первой странице была опубликована «утка» об обрушении моста Харбор-Бридж. Центральный разворот включал историю о поясе верности и рассказ об аборте, основанный на личном опыте Невилла (он организовал прерывание беременности своей подруги) — в то время эта процедура была нелегальной в Новом Южном Уэльсе. Предполагалось, что в будущем из-за этих материалов журнал могут обвинить в непристойности, но проблемы возникли незамедлительно. В результате разногласий, вызванных историей об аборте, Sydney Daily Mirror расторгла рекламный контракт с журналом, а также пригрозила уволить Питера Гроуза с его должности, если он не уйдёт из журнала; в свою очередь Совет по морским службам выселил редакцию Oz из их офиса в городском пригороде — Роксе.

### Ранние номера и первое обвинение в непристойности
В последующих выпусках (и в более поздней лондонской версии) журнал в новаторской форме освещал насущные спорные вопросы, такие как цензура, гомосексуальность, полицейский произвол, политика австралийского правительства в отношении Белой Австралии и участие Австралии во Вьетнамской войне, а также регулярно высмеивал общественных деятелей, вплоть до премьер-министра страны — Роберта Мензиса.
В середине 1963 года, вскоре после выхода номера третьего номера Oz, Невилла, Уолша и Гроуза вызвали в суд по обвинению в распространении непристойной публикации; вызванный этим инцидентом шок привёл к тому, что у глубоко религиозного отца Уолша случился сердечный приступ, вследствие чего адвокат организовал ходатайство об отложении дела до сентября, также сообщив троице, поскольку это был их первый проступок, что они могут избежать регистрации судимостей, если признают себя виновными.
Среди представителей печатных СМИ начали расползаться слухи. После того, как четвёртый номер Oz был снят с печати издателем журнала, Невилл пытался найти нового издателя, но ему отказали около дюжины других компаний, пока по совету Шарпа он не обратился к независимому писателю-издателю Фрэнсису Джеймсу, редактору Anglican Press, который согласился выпускать Oz. Когда Невилл, Уолш и Гроуз предстали перед судом 3 сентября 1963 года, семейный адвокат Уолшей признал себя виновным от их имени; каждый был оштрафован на 20 фунтов стерлингов, однако их судимости были зарегистрированы, что грозило более серьёзными приговорами в случае повторного судебного процесса.
В связи с приближением выпускных экзаменов пятый номер Oz был отложен до рождественских каникул. Он содержал язвительную сатиру на продолжающееся преследование геев полицией. В «Жёсткой длани закона» (которая стала постоянной рубрикой о неправомерных действиях полиции) была размещена пародия на полицейский рапорт, в котором компрометирующие разделы предполагаемого отчёта о реальных действиях офицера во время инцидента с избиением геев были вычеркнуты и заменены на гораздо более сглаженный стиль, например, в строке «Я был на вокзале Филип-Стрит в своей амуниции для охоты на гомосексуалистов» слова «костюмы для охоты на гомосексуалистов» были зачёркнуты и заменены написанными от руки словами «штатские», словосочетание «этот маленький ублюдок» заменили на «юноша». «Я сам ударил его несколько раз» было изменено на «Меня ударили несколько раз» и так далее. Полиция обвинила редакцию в намеренном искажении репутации органов правопорядка и изъяла 140 экземпляров Oz из газетного киоска Кингс-Кросс, после чего доставила их к мировому судье, который приказал их сжечь.
Два других материала в ранних выпусках журнала вызвали гнев полиции Нового Южного Уэльса. Одним из них было непристойное сатирическое стихотворение Мартина Шарпа о молодёжи, вторгшейся на вечеринку, озаглавленное «Слово вспыхнуло вокруг оружия»; другим была фотография на обложке шестого номера Oz (на фото справа), на которой Невилл и другие изображали, как будто справляют нужду в настенный фонтан работы скульптора Тома Басса, установленного ранее на фасаде сиднейских офисов компании P&O и с помпой презентованного премьер-министром Мензисом.

### Второе обвинение в непристойности
В апреле 1964 года Невиллу, Уолшу и Шарпу снова были предъявлены обвинения в непристойности, и ситуация сильно осложнялась тем фактом, что они уже признали себя виновными в первом судебном процессе. Предыдущая судимость сильно повлияло бы на строгость вынесенного приговора, если бы они вновь были признаны виновными. Как только началось рассмотрение дела, они столкнулись с вопиющей предвзятостью и враждебностью судьи Джеральда Локка, рассматривавшего дело.
К ужасу редакции журнала, Локк решил сделать судебный процесс показательным (в пример их коллегам), приговорив их к трём-шести месяцам тюремного заключения с каторжными работами, однако журналисты были освобождены под залог до рассмотрения апелляции. Их сторонники решили собрать деньги для поддержки редакции с помощью благотворительного концерта, который состоялся в Театре Сиднейского университета 15 ноября 1964 года при участии сиднейской панк-группы The Missing Links (снимавшейся в популярном сатирическом телесериале The Mavis Bramston Show) и актера Леонарда Тила (исполнявшего главную роль в популярной телевизионной драме Homicide) — в ней он продекламировал пародию на Clancy of the Overflow в образе сёрфера-позёра.
Дело вызвало общественный резонанс. Обвинительные приговоры были отменены в апелляционном порядке главным образом потому, что — как и в последующем британском процессе — апелляционный суд обнаружил, что Локк ввёл присяжных в заблуждение, высказывая замечания, которые, как было установлено, нанесли ущерб стратегии защиты.

### Криминальный мир Сиднея
В последующих выпусках Oz редакция журнала провела несколько расследований тёмных сфер преступного мира Сиднея. Один из самых знаменитых материалов этой серии был посвящён нелегальному рынку в сфере криминальных абортов, который процветал в городе (и близ Австралии), так как в то время аборты были запрещены законом, кроме самых исключительных случаев. Среди австралийцев было распространено мнение, что коррумпированная полиция занималась крышеванием этого подпольного бизнеса, приносящего солидный доход.
В 1965 году редактор журнала Ричард Невилл начал контактировать с так называемой «Большой Шишкой» — лидером организованной преступности Сиднея Ленни Макферсоном. В тот период Макферсон постепенно превращался в самую влиятельную фигуру преступного мира Сиднея, отчасти благодаря систематическим убийствам своих оппонентов.
В конце года журнал опубликовал статью под названием «Путеводитель по преступному миру Сиднея», которая была основана на информации двух местных журналистов и включала список «20 главных преступников Сиднея». Первое место было намеренно оставлено пустым, но под номером 2 фигурировал «Лен» (то есть Макферсон), которого описывали как «барыгу» и «стукача» (полицейского осведомителя). Вскоре после публикации списка Макферсон посетил дом Невилла в Паддингтоне; якобы с целью выяснить, были ли редакторы журнала частью конкурирующей банды. Он также дал понять Невиллу, что возражает против того, чтобы его называли «стукачом».
Высказывались мнения, что этот список сыграл важную роль в смерти сиднейского преступника Джеки Стила, который был застрелен в ноябре 1965 года. Стил пытался сместить Макферсона, он пролежал в больнице месяц, сказав полиции перед смертью, что его «заказал» Макферсон, обидевшись на то, что тот приобрёл несколько номеров журнала и насмехался над его вторым местом. Информация была напечатана в следующем номере Oz, который содержал выдержки из протокола конфиденциальной встречи сиднейских детективов, просочившиеся в журнал от информатора из преступного мира.

### Закрытие австралийской версии
Шарп и Невилл уехали в Лондон в феврале 1966 года, а Уолш вернулся к учёбе. Он продолжал публиковать сокращённое издание Sydney Oz, которое выходило до 1969 года и включало материалы, присланные Невиллом и Шарпом из Лондона. В 1970-х годах был редактором журналов POL и Nation Review, а позже стал управляющим директором ведущей австралийской медиакомпании Australian Consolidated Press, принадлежащей Керри Пакеру.

## Лондонская версия
В 1966 году Невилл и Шарп отправились в Великобританию. В начале 1967 года они основали британскую версию Oz вместе с австралийцем — Джимом Андерсоном. В штат журнала вошли: Жермен Грир, художник и режиссёр Филипп Мора, иллюстратор Стюарт Маккиннон, фотограф Роберт Уитакер, журналист Лилиан Роксон, карикатуристы Майкл Лениг, Анджело Кваттроччи, Барни Бабблс и Дэвид Уиджери.
Получив доступ к новым видам расходных материалов, включая металлическую фольгу и новые флуоресцентные краски, редакторы перешли к более свободной компоновке макета страницы, благодаря системе офсетной печати: на первый план вышли художественные навыки Шарпа, и Oz быстро завоевал известность как одно из самых визуально захватывающих изданий своего времени. Несколько номеров Oz включали яркие психоделические плакаты с закруглёнными углами, а также постеры, нарисованные Шарпом (лондонского дизайнерского дуэта Hapshash and the Coloured Coat) и других; они мгновенно стали популярны среди коллекционеров. Ещё одним нововведением стала обложка одиннадцатого номера журнала с набором съёмных наклеек, напечатанных красным, жёлтым или зелёным цветом. Полностью графическое издание «Волшебного театра» (Oz № 16, ноябрь 1968 г.), выпущенное под руководством Шарпа и Мора, было описано британским писателем Джонатоном Грином как «возможно, величайшее достижение всей британской подпольной прессы». В этот период Шарп также создал две обложки для альбомов группы Cream, Disraeli Gears и Wheels of Fire.
В течение 1968—69 годов участие Шарпа в работе над журналом постепенно уменьшалось, и выпуск «Волшебный театр» был одним из его последних крупных вкладов в Oz. На его место, в качестве нового партнёра Невилла и Андерсона, был назначен молодой британец Феликс Деннис, который продавал журналы на улице. Oz регулярно приводил в ярость британский истеблишмент целым рядом материалов левого толка, включая резкое критическое освещение войны во Вьетнаме и публикации об антивоенном движении, обсуждение наркотиков, секса и альтернативного образа жизни, а также резонансными политическими сюжетами, такими как репортаж журнала о пытках населения представителями военной хунты в Греции.

### Суд и апелляция по делу о непристойности в Великобритании

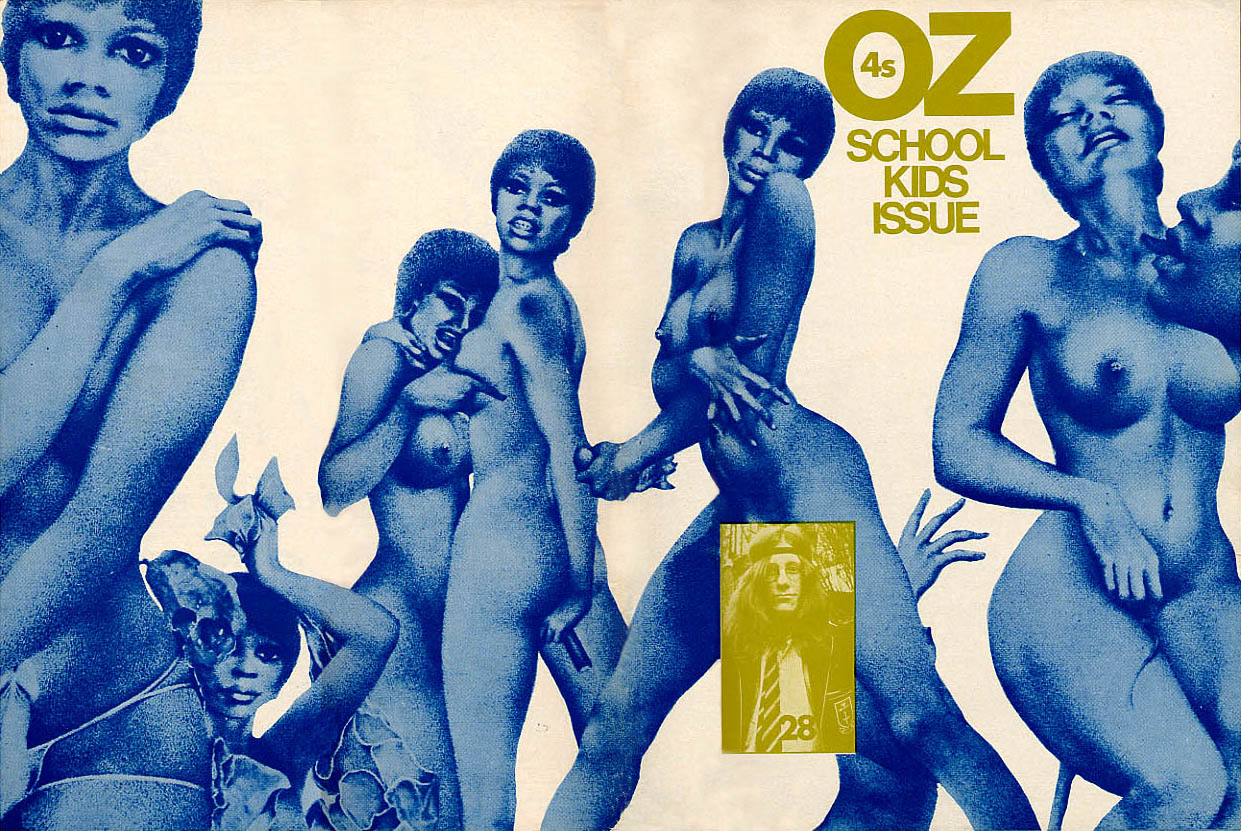
Oz London, № 28: «Schoolkids Issue»

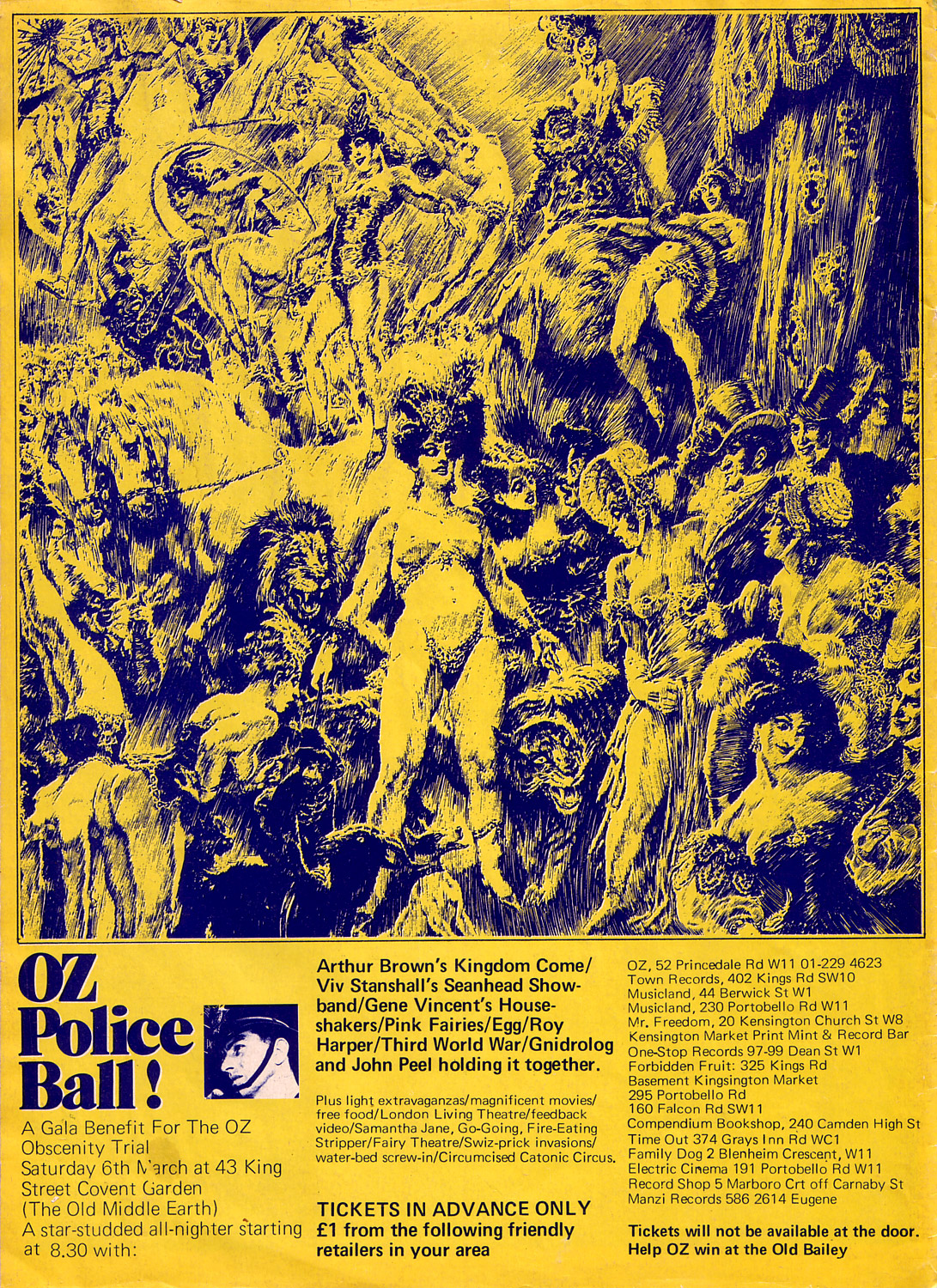
Oz London, № 33, задняя обложка, анонс «Гала-бенефиса суда по делу о непристойности журнала Oz»

В 1970 году после критики и утверждений о том, что Oz потерял связь с молодёжью, в журнале появилось объявление с приглашением «школьников» стать редакторами следующего номера. Этой возможностью воспользовались около 20 учеников средней школы (в том числе Чарльз Шаар Мюррей и Деян Суджич), которые отвечали за наполнение майского номера журнала, известного как «Школьный Оз». Многие неправильно истолковали этот термин, рассудив, что журнал предназначался для школьников, так как создавался при их участии. Как отметил Ричард Невилл во вступлении «от редакции», другие номера журнала были скомпонованы геями и членами женского освободительного движения. Одна из статей представляла собой пародию на образ медвежонка Руперта из одноимённого мультипликационного сериала, усиленный сексуальной направленностью. Она была создана 15-летней школьницей Вивиан Бергер, которая наклеила голову Руперта на главного героя одного из сатирических мультфильмов, снятых по мотивам комиксов Роберта Крамба, рекомендованного для просмотра только взрослым.
Oz был одним из нескольких «подпольных» изданий, ставших мишенью для Отряда по противодействию непристойным публикациям, и офис журнала несколько раз подвергался обыску ещё до «Школьного номера», однако участие подростков подготовило почву для полноценного судебного разбирательства. В 1971 году редакцию обвинили в непристойном поведении. В ключевом аспекте это дело фактически дублировало австралийский судебный процесс — судебная инстанция была явно направлена на обеспечение обвинительного приговора. Как и Джеральд Локк в Сиднее, судья, слушавший лондонское дело, Майкл Аргайл, демонстрировал явные признаки предвзятого отношения к подсудимым. Однако британский судебный процесс приобрёл гораздо более опасный характер, поскольку против Невилла, Денниса и Андерсона обвинение выдвинуло более архаичную формулировку — «заговор с целью развращения общественной морали», которая могла привести к приговору в виде пожизненного заключения.
Получив отказ от нескольких ведущих юристов, Деннис и Андерсон заручились услугами адвоката и писателя Джона Мортимера (создателя серии Rumpole of the Bailey), которому помогал юрист, родившийся в Австралии, Джеффри Робертсон; Невилл решил представлять себя сам. На открытии судебного процесса в июне 1971 года Мортимер заявил, что «… [это] дело находится на перекрёстке нашей свободы, на границе нашей свободы думать, рисовать и писать то, что нам нравится».
Защита расценивала судебный процесс как попытку борьбы с инакомыслием и инакомыслящими, а также попытку контроля над идеями и подавлением социального сопротивления, к которому редакция призывала в 28 номере. В обвинениях, зачитанных в центральном уголовном суде, говорилось, что «[подсудимые] вступили в сговор с некоторыми другими молодыми людьми с целью выпуска журнала, содержащего непристойные, похабные, неприличные и сексуально извращённые статьи, карикатуры и рисунки с намерением совратить и развратить нравственность детей и других молодых людей, а также пробуждать и внедрять в их умы похотливые и извращённые идеи». Согласно судебному обвинителю, Брайану Лири, «этот процесс касался [проблемы] гомосексуализма, лесбиянства, садизма, извращённых сексуальных практик и употребления наркотиков».
Джон Леннон и Йоко Оно присоединились к маршу протеста против судебного преследования Oz и организовали запись песни «God Save Us», силами спец-проекта Elastic Oz Band, чтобы собрать средства и привлечь внимание общественности. Позднее Леннон сожалел, что первоначальное название песни — «God Save Oz» — было изменено.
На тот момент судебная тяжба была самым продолжительным процессом по делу о непристойности в истории британского права, и это был первый случай, когда обвинение в непристойности было объединено с обвинением в заговоре с целью развращения общественной морали. Среди свидетелей защиты были художник Феликс Топольски, комик Марти Фельдман, художница и активистка по борьбе с наркотиками Кэролайн Кун, ди-джей Джон Пил, музыкант и писатель Джордж Мелли, философ-юрист Рональд Дворкин и учёный Эдвард де Боно.
По итогам судебного процесса редакторы (прозванные «Троица Oz») были признаны невиновными по обвинению в заговоре, но их признали виновными в двух менее тяжких преступлениях и приговорили к тюремному заключению. Деннис получил меньший срок, так как судья Майкл Аргайл счёл его «гораздо менее интеллектуальным», чем двух других. Вскоре после вынесения приговоров троицу редакторов поместили в тюрьму, а их длинные волосы остригли насильно, что вызвало ещё больший ажиотаж в дополнение и без того значительному общественному резонансу, вызванному судом и приговором.
Самые известные кадры судебного процесса были сняты во время судебного заседания, на котором Невилл, Деннис и Андерсон появились в костюмах школьниц, взятых напрокат.
На апелляционном суде (где подсудимые предстали в длинных париках) было установлено, что судья Аргайл неоднократно вводил присяжных в заблуждение. Защита также утверждала, что Бергер, который был вызван в качестве свидетеля обвинения, подвергался преследованиям и нападениям со стороны полиции. В итоге приговоры были отменены. Спустя годы Феликс Деннис рассказал писателю Джонатону Грину, что в ночь перед слушанием апелляции редакторов Oz привели на секретную встречу с главным судьёй, лордом Уиджери, который, как сообщается, сказал, что Аргайл превратил судебный процесс в «полный кавардак», и сообщил им, что они будут оправданы, но настоял на том, чтобы они отказались от дальнейшего выпуска журнала. Деннис также заявил, что, по его мнению, парламентарии Тони Бенн и Майкл Фут ходатайствовали к Уиджери от их имени.
Несмотря на предполагаемое обязательство перед лордом Уиджери, журнал продолжил работу и благодаря большому общественному интересу, вызванному судебный процессом, его тираж ненадолго вырос до 80 000 экземпляров. Однако популярность Oz неуклонно снижалась в течение следующих двух лет, и в ноябре 1973 года был опубликован последний номер журнала (Oz No.48). Отмечалось, что у Oz Publications скопился долг в размере 20 000 фунтов стерлингов, а у журнала «не осталось достойных читателей».

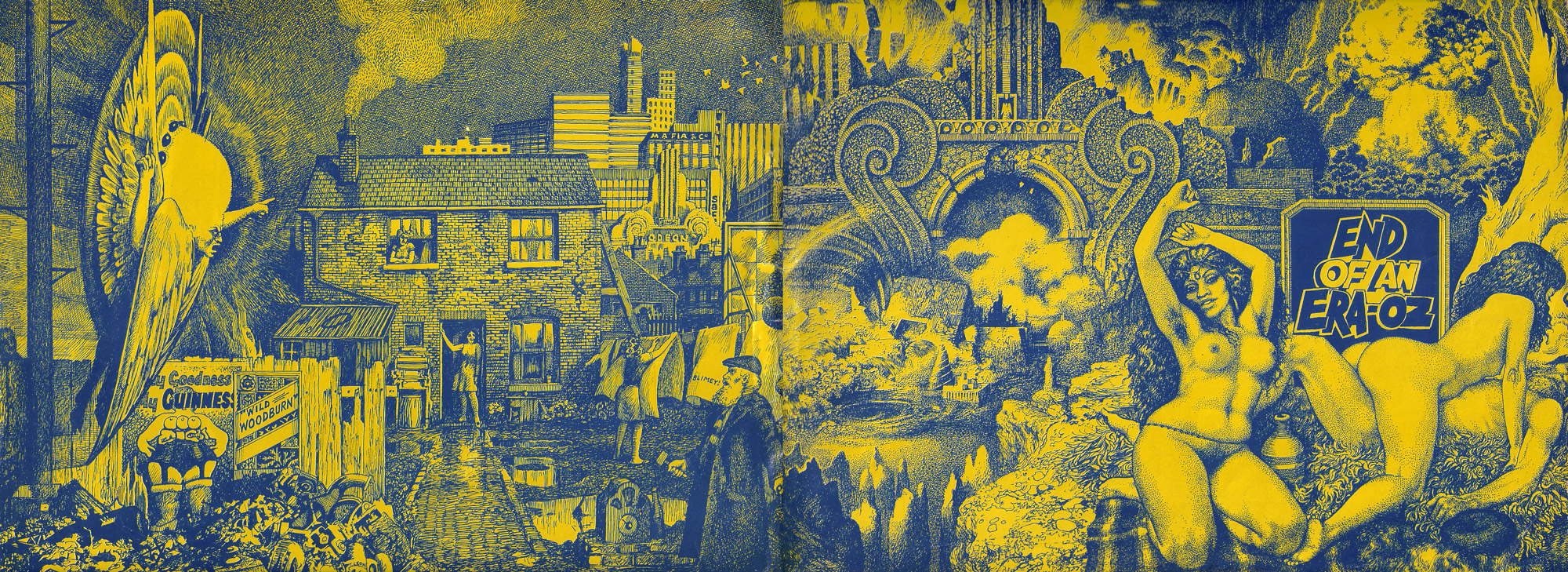
Oz London, No.31, ноябрь 1970, стр. 1 и 2

## Наследие

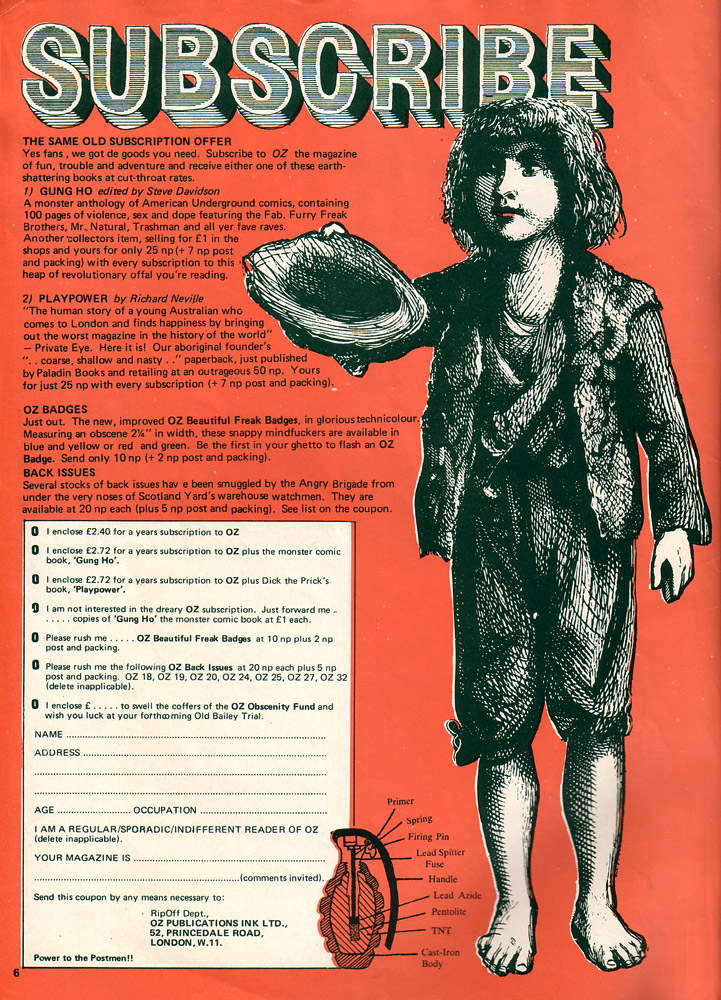
Oz London, No.33, стр. 6

Отчасти из-за давления, как со стороны австралийских, так и британских властей (многие номера лондонской версии Oz были запрещены в Австралии), экземпляры обеих версий журнала в настоящее время очень сложно найти. Британские номера пользуются высокими спросом среди коллекционеров — цены на отдельные экземпляры самых популярных номеров журнала в настоящее время доходят до нескольких сотен фунтов.
Деннис был уязвлён личными комментариями судьи первой инстанции о том, что у него ограниченные умственные способности и им манипулировали Невилл и Андерсон. Позже он стал одним из самых богатых и известных независимых издателей Великобритании как владелец Dennis Publishing (издатель журнала Maxim и других), а в 2004 году выпустил сборник оригинальных стихов. В 1995 году судья Аргайл повторил обвинения в адрес Денниса в журнале The Spectator. Поскольку это не входило в компетенцию суда, Деннис смог успешно подать в суд на журнал, который согласился выплатить штраф — 10 000 фунтов стерлингов на благотворительность. Деннис воздержался от подачи иска лично на Аргайла: «О, я не хочу делать из него мученика права: было бы бесславно судиться с 80-летним мужчиной и отбирать у него дом. Это была просто совершенно очевидная клевета».
В конце концов Невилл вернулся в Австралию, где стал успешным писателем, публицистом и оратором, позже назвав себя «футуристом». Он написал книгу «Жизнь и преступления Чарльза Собраджа» (1979) — высоко оценённый критиками рассказ о жизни французско-вьетнамского серийного убийцы Чарльза Собраджа, который охотился на западных туристов, путешествующих по так называемой «тропе хиппи» в Азии в 1970-е годы. Позже книга была адаптирована в сценарий успешного мини-сериала с Артом Маликом в главной роли. В 1990-х годах были опубликованы мемуары «Хиппи Хиппи Шейк» о работе в Oz. В 2007 году Бибан Кидрон сняла её экранизацию, которая должна была выйти в 2010 году (однако релиз фильма, по разного рода причинам, так и не состоялся). В фильме снялись Киллиан Мёрфи в роли Невилла, Крис О’Дауд в роли Денниса, Макс Мингелла в роли Мартина Шарпа, Сиенна Миллер в роли подруги Невилла Луизы Ферриер и Эмма Бут в роли Жермен Грир (которая раскритиковала фильм в авторской колонке в The Guardian).
Ричард Уолш стал редактором журнала POL (созданного Гаретом Пауэллом), затем — еженедельника Nation Review, после чего занял пост исполнительного директора крупной австралийской издательской и книгопечатной фирмы Angus & Robertson. В 1986 году он был назначен директором австралийской организации Consolidated Press (созданной Керри Пакером), которая занимается публикацией более 70 журналов.
Мартин Шарп долгое время считался ведущим поп-исполнителем Австралии и хорошо известен в стране своей страстной любовью к сиднейскому Луна-парку, а также к жизни и музыке Tiny Tim.
Журнал Oz пародировался в британском телесериале «Хиппи» 1999 года.

## Цифровые версии
В 2014 году библиотека Вуллонгонгского университета в сотрудничестве с Ричардом Невиллом предоставила в открытый доступ полную подшивку цифровых копий журнала Oz Sydney и журнала Oz London.